# Roy Ambler
Roy Ambler (2 tháng 12 năm 1937 – 5 tháng 5 năm 2007) là một cầu thủ bóng đá người Anh thi đấu cho Leeds United, Shrewsbury Town, Wrexham, York City, Southport và Matlock Town.